# Fédération française des associations philatéliques
Pour les articles homonymes, voir FFAP.
 (août 2023).
Si vous disposez d'ouvrages ou d'articles de référence ou si vous connaissez des sites web de qualité traitant du thème abordé ici, merci de compléter l'article en donnant les références utiles à sa vérifiabilité et en les liant à la section « Notes et références ».
La Fédération française des associations philatéliques (FFAP) est un regroupement de 575 associations philatéliques françaises rassemblées dans 21 groupements régionaux et d'un groupement d'associations de collectionneurs spécialisés. Elle est membre de la Fédération internationale de philatélie (FIP) et de l’Association pour le développement de la philatélie où elle représente les collectionneurs français.

## Historique
La Fédération des sociétés philatéliques françaises (FSPF) est créée au Congrès de Paris le 5 juin 1922 après l’échec d'une Fédération française de philatélie initiée par la Société française de timbrologie de Jacques Legrand pendant le dernier quart du XIXe siècle.
En 1926, elle est une des sept fédérations fondatrices de la Fédération internationale de philatélie.
Elle devient la Fédération française des associations philatéliques, en 1995. Son logotype est une carte de France tricolore, dont l'agencement des couleurs est permis par la superposition d'un timbre bleu dentelé de blanc sur une France rouge.
Depuis 1952, la Fédération édite une revue, La Philatélie française.

## Activité
La FFAP initie à la philatélie les jeunes et assure la promotion de leurs collections, et forme les jurés de tous niveaux et de toutes spécialités philatéliques.
Les particuliers membres d'une association affiliée à la FFAP peuvent participer à des concours d'exposition de collections et ainsi passer du palmarès régional aux concours internationaux. Dans ces concours, le collectionneur dispose d'un cadre, c'est-à-dire un panneau d'affichage contenant douze feuilles d'albums de 25 × 30 cm. La FFAP assure la promotion des collections de ses membres en organisant des expositions philatéliques de différents niveaux (départemental, régional, national ou international). Elle organise les expositions et les concours de collections reconnus par la Fédération internationale de philatélie.
Elle organise un congrès annuel dans une ville de France dès sa fondation et la Fête du timbre (anciennement Journée du timbre) depuis 1938. Ses liens avec les services philatéliques de La Poste sont importants puisqu'un timbre-poste sur la ville du Congrès est émis à l'occasion de celui-ci depuis 1963 et que les Journées du timbre sont accompagnées d'une émission depuis 1944 (« Création de la petite poste par Renouard de Villayer en 1653 » cette année-là).
Par l'intermédiaire de ses associations, la FFAP offre des services à ses adhérents : l'édition du bimestriel La Philatélie française (revue de référence de la philatélie en France), conférences, échanges, circulations de documents, fournitures diverses, etc.
Enfin, la FFAP joue, en France, un rôle dans la conservation de la mémoire du courrier postal sous toutes ses formes mais aussi dans toute l'histoire postale..